# Макмэн, Шейн
Шейн Брэ́ндон Макмэ́н (англ. Shane Brandon McMahon, род. 15 января 1970, Гейтерсберг, Мэриленд[…]) — американский бизнесмен и рестлер. Наиболее известен по своей работе в WWE, где он является рестлером, продюсером и миноритарным владельцем. Он является основателем и исполнительным вице-председателем компании Ideanomics, бывшей Seven Stars Cloud Group.
Сын Винса Макмэна, он является членом семьи Макмэн, промоутером рестлинга в четвёртом поколении. Он начал работать в WWE в возрасте 15 лет, начав со склада, где выполнял заказы на товары. Макмэн также был рефери, продюсером, комментатором и, в конце концов, рестлером, а за кулисами стал исполнительным вице-президентом WWE по глобальным медиа. В качестве рестлера он один раз выиграл титул чемпиона Европы WWE, один раз — хардкорное чемпионство WWE, один раз — командное чемпионство WWE SmackDown.
1 января 2010 года Макмэн объявил о своем уходе из WWE. Позже в том же году он стал генеральным директором компании YOU On Demand, предоставляющей развлекательные услуги. 12 июля 2013 года Макмэн покинул пост генерального директора YOU On Demand и назначил своим преемником Вейченга Лю, оставаясь главным исполнительным директором компании и вице-председателем совета директоров. В 2016 году он вернулся в WWE.

## Ранняя жизнь
Шейн Брэндон Макмэн родился 15 января 1970 года в Гейтерсберге, Мэриленд, в семье Винса и Линды Макмэн. У него есть одна сестра, Стефани Макмэн. После окончания средней школы в Гринуиче в 1987 году он учился в Бостонском университете и в 1993 году получил степень в области коммуникаций.

## Карьера в рестлинге

### World Wrestling Federation/Entertainment

#### Ранние годы (1988−1997)
Макмэн начал свою карьеру на экране в качестве судьи по имени Шейн Стивенс. В роли Шейна Стивенса Макмэн судил матч «Королевская битва» 1988 года, а в 1990 году он был первым исполнителем, который вышел поприветствовать зрителей на WrestleMania VI. Вскоре Макмэн оставил свои судейские обязанности и взял на себя роль закулисного сотрудника на WrestleMania VIII в попытке разнять сюжетную драку между Рэнди Сэвиджем и Риком Флэром. В дальнейшем Макмэн в основном работал за кулисами, запустив сайт WWF.com в 1997 году.

#### «Корпорация» (1998—2000)
Шейн Макмэн впервые появился в качестве постоянного персонажа в эфире в начале 1998 года, когда он был одним из главных руководителей WWF, ведущим переговоры с Майком Тайсоном во время сильно разрекламированного участия Тайсона в WrestleMania XIV. Он стал постоянным участником вражды своего отца со Стивом Остином. В начале этой вражды Макмэн оказывал поддержку своему отцу в эпизодических ролях, но не стал охранником, как Джеральд Бриско и Пат Паттерсон. Макмэн был комментатором на Sunday Night Heat вместе с Джимом Корнеттом и позже Кевином Келли, а также вместе с Джерри Лоулером комментировал видеоигру WWF Attitude 1999 года. Одновременно с этим Шейн взял на себя роль постоянного персонажа, ополчившись на своего отца, подписав контракт с Остином после того, как Винс понизил его до должности рефери. Тем не менее, на Survivor Series Шейн стал хилом, обратившись против Остина, и стал официальным членом «Корпорации».
В феврале 1999 года Макмэн отошёл от роли комментатора Heat и стал ключевым членом «Корпорации», выиграв титул чемпиона Европы WWF у Икс-пака. Они встретились в матче-реванше на WrestleMania XV; Макмэну помогли его друзья детства Mean Street Posse и Трипл Эйч, который отвернулся от Икс-пака во время матча. После этого Макмэн освободил титул, желая закончить карьеру как «непобежденный чемпион». Позже Макмэн передал титул Мидеону, который нашёл его в спортивной сумке Макмэна.

## Личная жизнь
Шейн является правнуком Джесса Макмэна, внуком Винсента Джей. Макмэна, сыном главы WWE Винса Макмэна и Линды Макмэн, старшим братом Стефани Макмэн и шурином Triple H. Женат на Мариссе Маццоле с 1996 года, у них есть трое сыновей: Дэклан Джеймс (род. 13 февраля 2004), Кеньон «Кенни» Джесс (род. 26 марта 2006) и Роган Генри (род. 20 января 2010).
Сыграл эпизодическую роль в фильме «Роллербол» (2002).
Макмэн изучал боевые искусства; в частности, бразильское джиу-джитсу и тайский бокс. Является сникерхедом.

## Титулы и награды
- World Wrestling Federation / World Wrestling Entertainment/WWE
  - Чемпион Европы WWF (1 раз)
  - Хардкорный чемпион WWF (1 раз)
  - Командный чемпион WWE SmackDown — с Мизом
  - Кубок Мира WWE (2018)